# Blankenhain
Blankenhain är en stad i Landkreis Weimarer Land i förbundslandet Thüringen i Tyskland.